# Колман мак Кобтайг
Колман мак Кобтайг (др.‑ирл. Colmán mac Cobthaig; погиб в 622) — король Коннахта (601/602—622) из рода Уи Фиахрах.

## Биография
Колман был сыном правителя коннахтского септа Уи Фиахрах Айдне Кобтаха мак Габрана. Ни один из ближайших предков Колмана не обладал властью над всем Коннахта. Ближайшим родичем, владевшим престолом этого королевства, был его прапрапрадед Нат И, живший в середине V века. В «Баллимотской книге» дедом Колмана ошибочно называется Гоибненн мак Конайлл, первый исторически достоверный король Уи Фиахрах Айдне. В действительности же, Колман был внуком Габрана, брата Гоибненна, о чём правильно сообщается в трактате из рукописи «Rawlinson B 502».
Колман мак Кобтайг получил власть над Коннахтом в 601 или 602 году, после смерти короля Уату мак Аэдо из рода Уи Бриуйн. Об обстоятельствах перехода престола королевства от представителя Уи Бриуйн к представителю Уи Фиахрах в исторических источниках не сообщается. В списке коннахтских королей, сохранившемся в «Лейнстерской книге», Колман ошибочно наделяется двадцатью пятью годами правления, в то время как в трактате «Laud Synchronisms» правильно сообщается, что он правил двадцать один год.
По свидетельству ирландских анналов, Колман мак Кобтайг в 622 году потерпел поражение в сражении при Кенн Буге (современном Камбо в графстве Роскоммон) и пал на поле боя. Его победителем был Рогаллах мак Уатах из рода Уи Бриуйн, который и овладел коннахтским престолом.
Колман мак Кобтайг был отцом Лоингсеха мак Колмайна и Гуайре Айдне, также бывших королями Коннахта.